# 褐脉黄毛槭
褐脉黄毛槭（学名：Acer fulvescens subsp. fuscescens）是无患子科槭属黄毛槭的亚种。分布在中国大陆的浙江等地，生长于海拔500米至1,000米的地区，多生于疏林中，目前尚未由人工引种栽培。